# Vanità (Tiziano)
La Vanità è un dipinto a olio su tela (98x81 cm) di Tiziano, databile al 1515 circa e conservato nell'Alte Pinakothek di Monaco. 

## Storia
Forse l'opera si trovava nella gelleria dell'Imperatore Rodolfo II a Praga, prima di arrivare in quella degli Elettori di Baviera. Si trova nel museo dal 1884. La prima menzione sicura risale al 1748 a Schlessheim come opera di Francesco Salviati. Nel tempo venne assegnata a Palma il Vecchio, Giorgione, il Pordenone e poi Tiziano (Morelli, Gronau, Berenson).
Le radiografie hanno confermato aggiunte di bottega su un originale probabilmente di Tiziano stesso a partire dallo schema della Donna allo specchio. Le aggiunte riguarderebbero in particolare lo specchio, mentre nel '600 venne di nuovo ritoccato con l'aggiunta, tra l'altro, della candela a sinistra.

## Descrizione e stile
Una donna dalla bellezza ideale si affaccia da un ipotetico parapetto, sul quale essa appoggia un grande specchio ovale con cornice, nel quale si vedono riflessi alcuni gioielli e un'ancella che sta rovistando in un armadio, per provare vesti da far indossare.
La stessa donna dai capelli biondi e crespi fu il soggetto di una serie di dipinti databili negli stessi anni: la Donna allo specchio del Louvre, la Flora agli Uffizi,  la Salomè della Galleria Doria Pamphilj, la Violante e la Giovane donna con veste nera di Vienna. Si trattava comunque di una consuetudine per la bottega dell'artista (verificabile ad esempio anche per la serie legata alla "Bella") di creare opere simili con varianti dai medesimi studi, se non proprio dallo stesso cartone. La stessa donna appare inoltre, simile, nel personaggio vestito dell'Amor Sacro e Amor Profano e in alcune Madonne.
Lo stile della Vanità mostra quell'armonia di colori e di composizione tipica della produzione giovanile di Tiziano, esaltante la bellezza del soggetto, anche con una forte valenza sensuale.

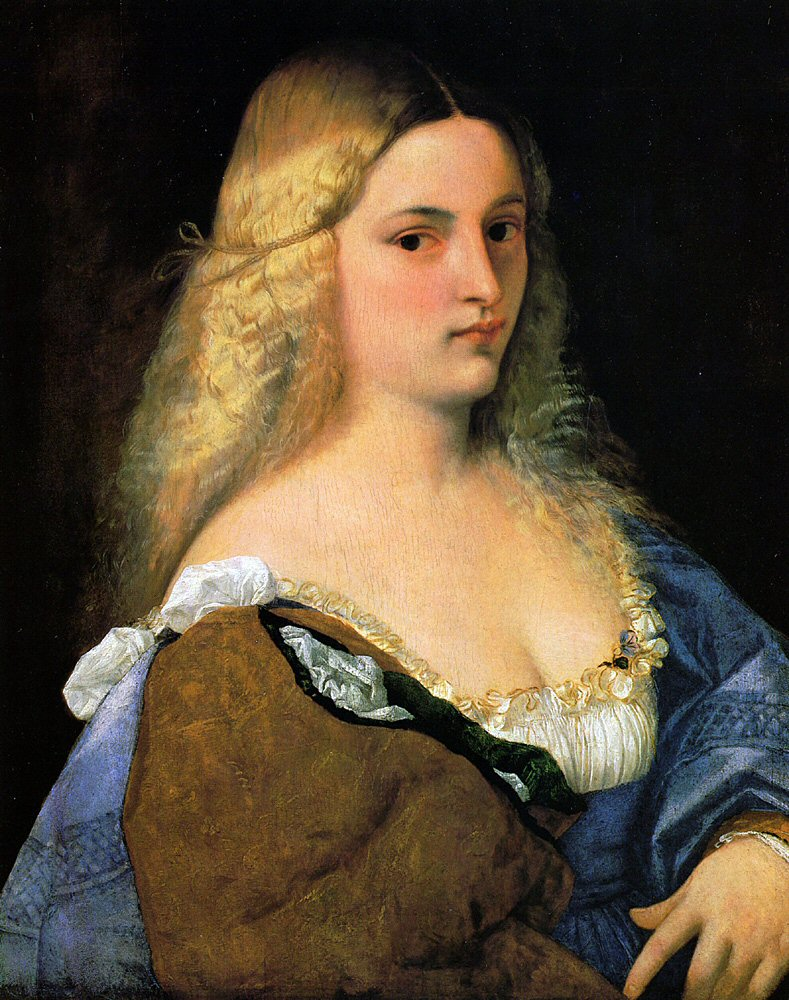
Violante (Kunsthistorisches Museum)
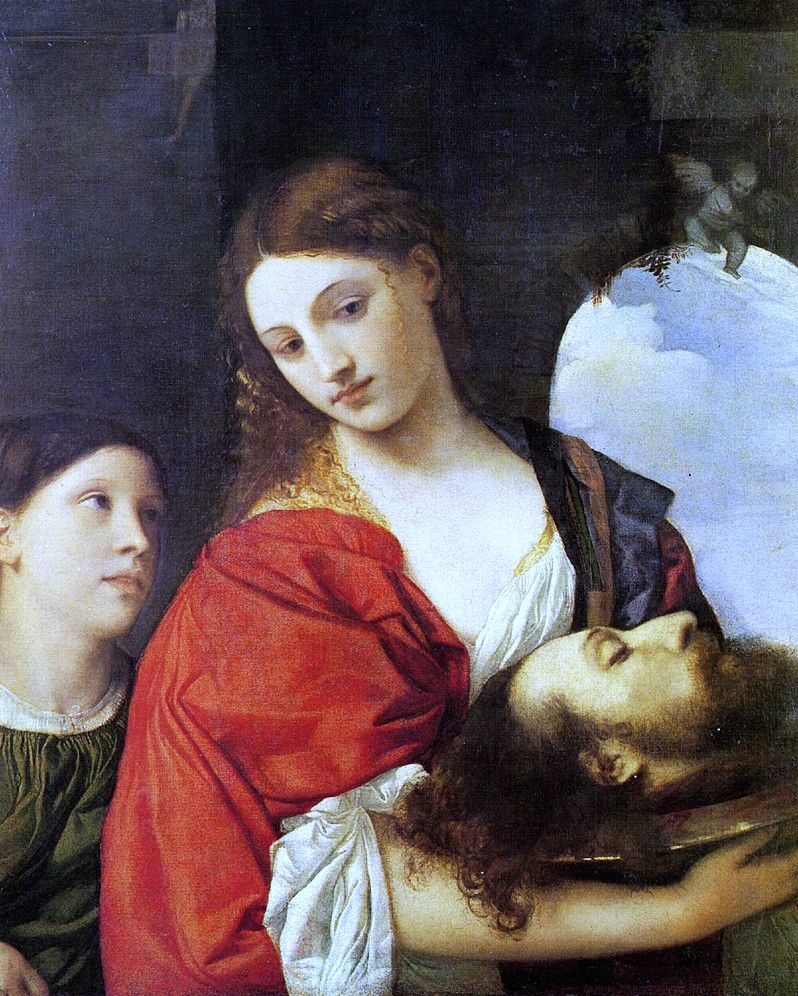
Salomè  (Galleria Doria Pamphilj)
Donna allo specchio (Louvre)
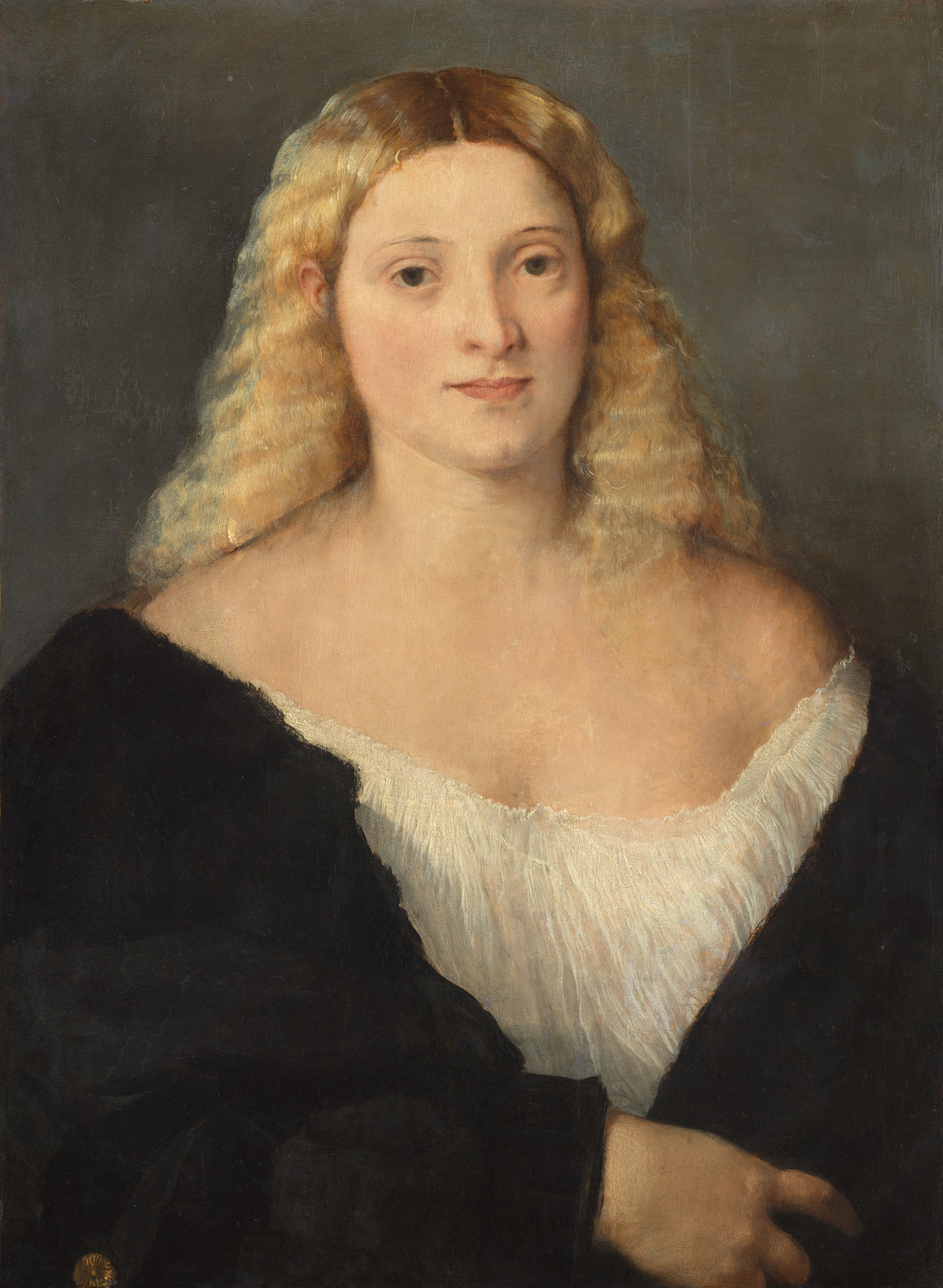
Giovane donna con veste nera (Kunsthistorisches Museum)
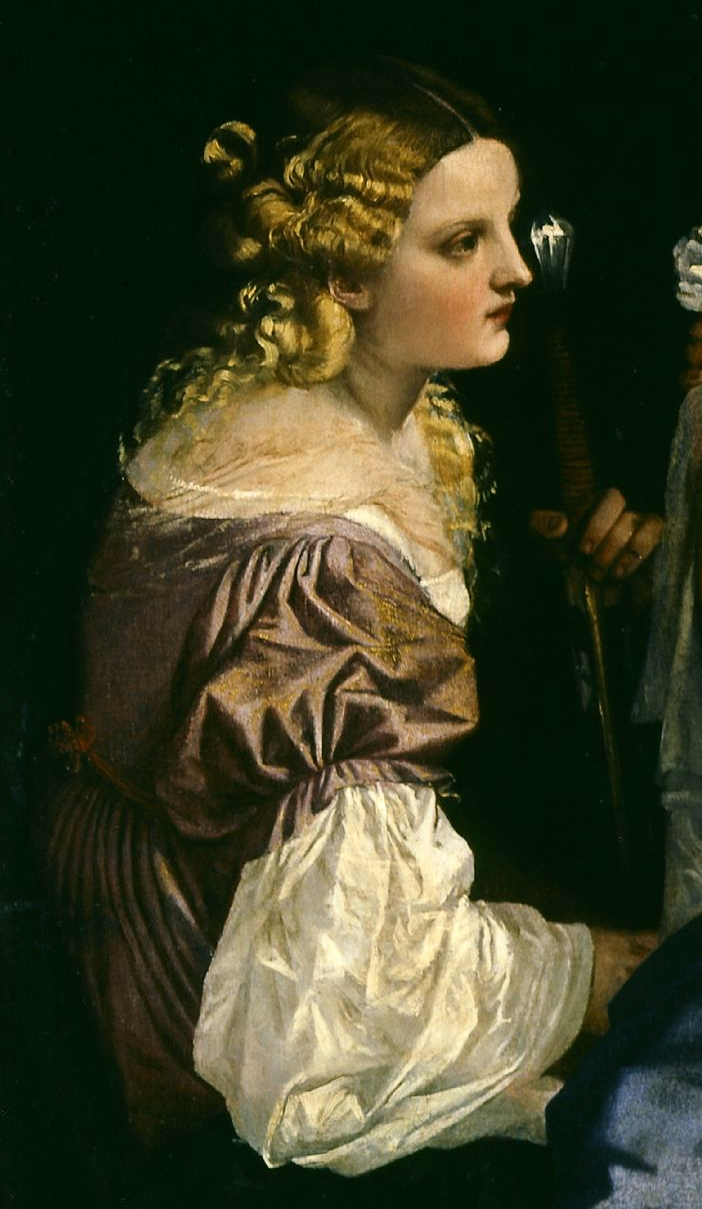
Sacra conversazione Balbi (Fondazione Magnani-Rocca, dettaglio)
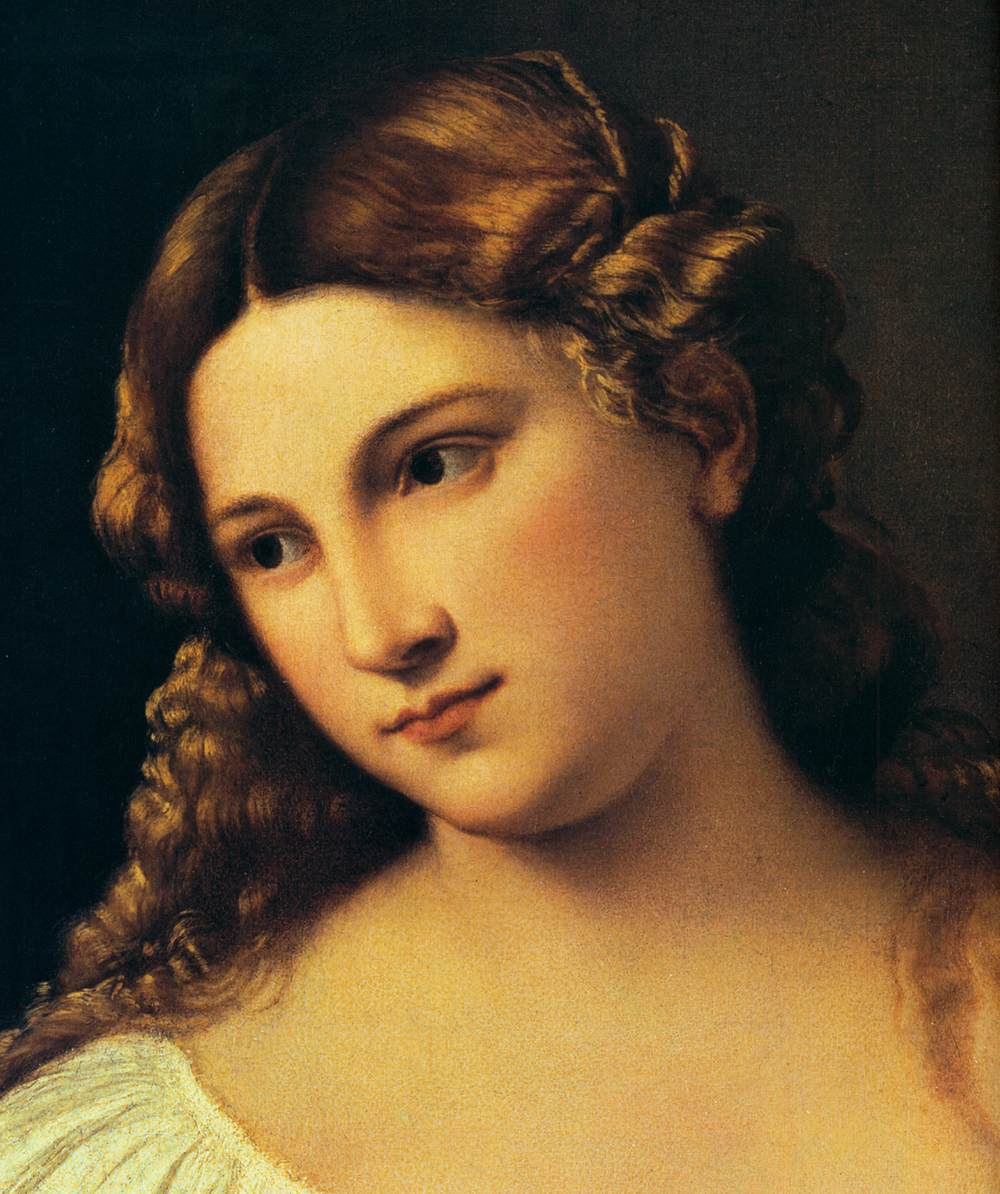
Flora (Uffizi, dettaglio)
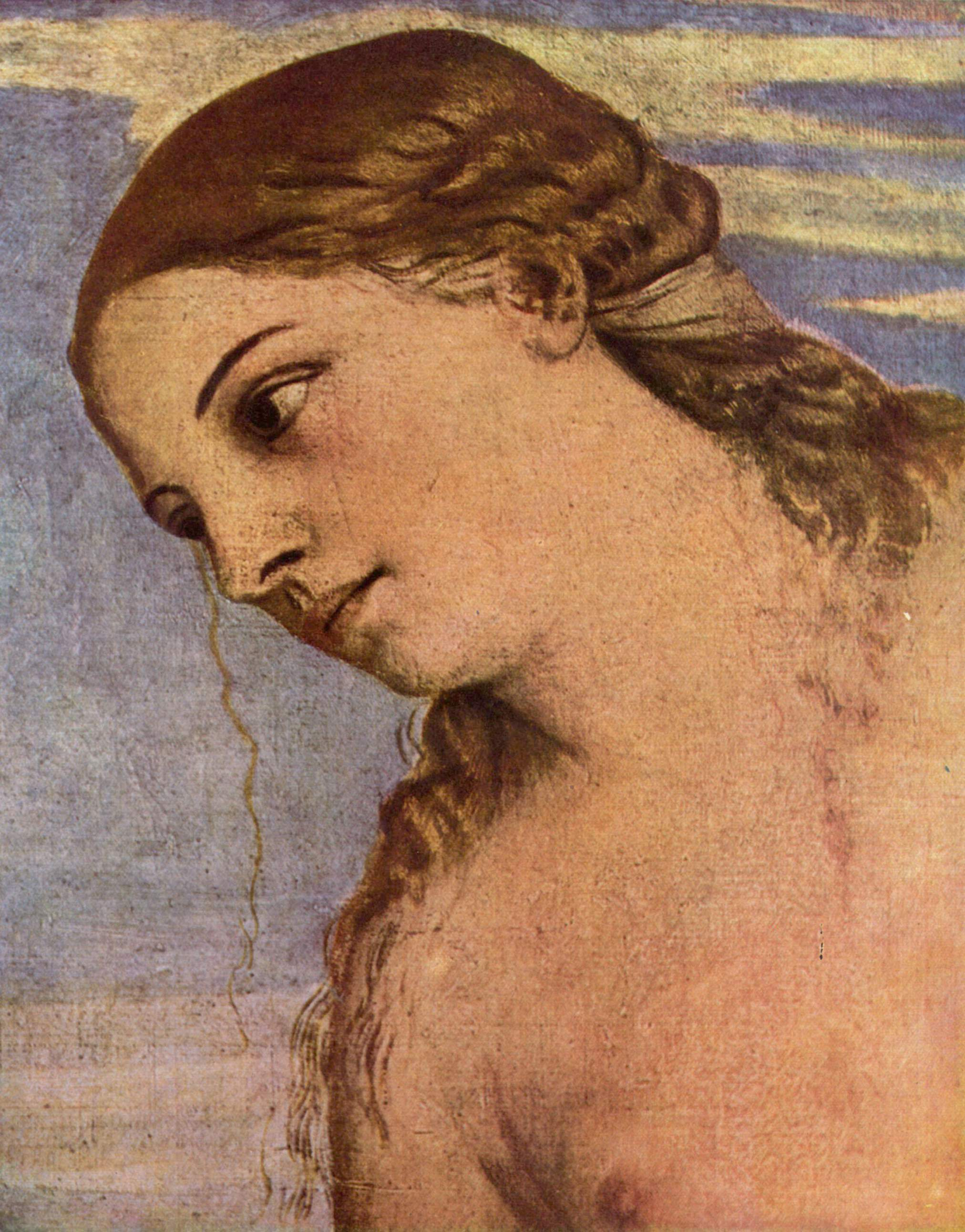
Amor sacro e Amor profano (Galleria Borghese, dettaglio)
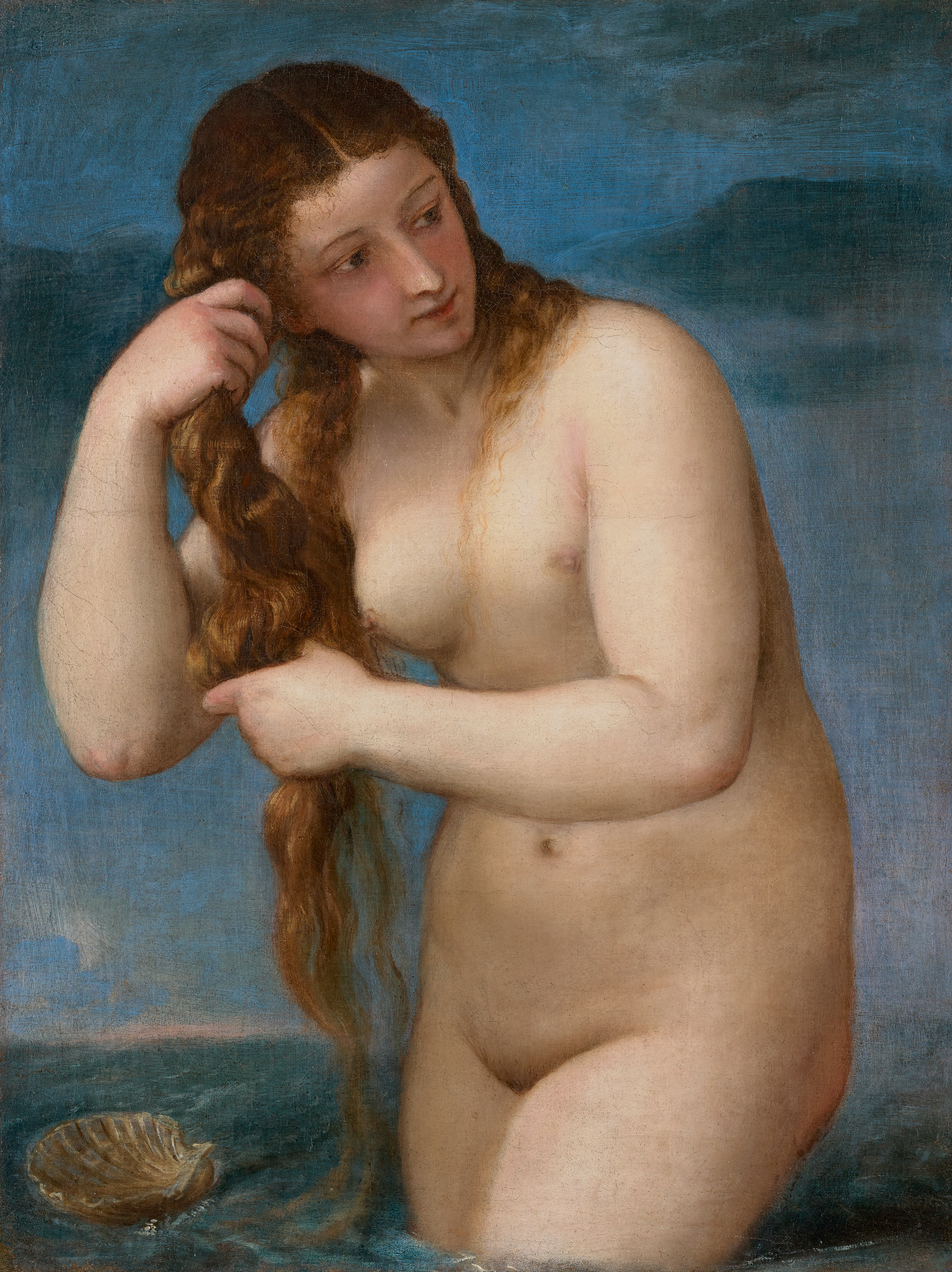
Venere Anadiomene (National Gallery of Scotland)
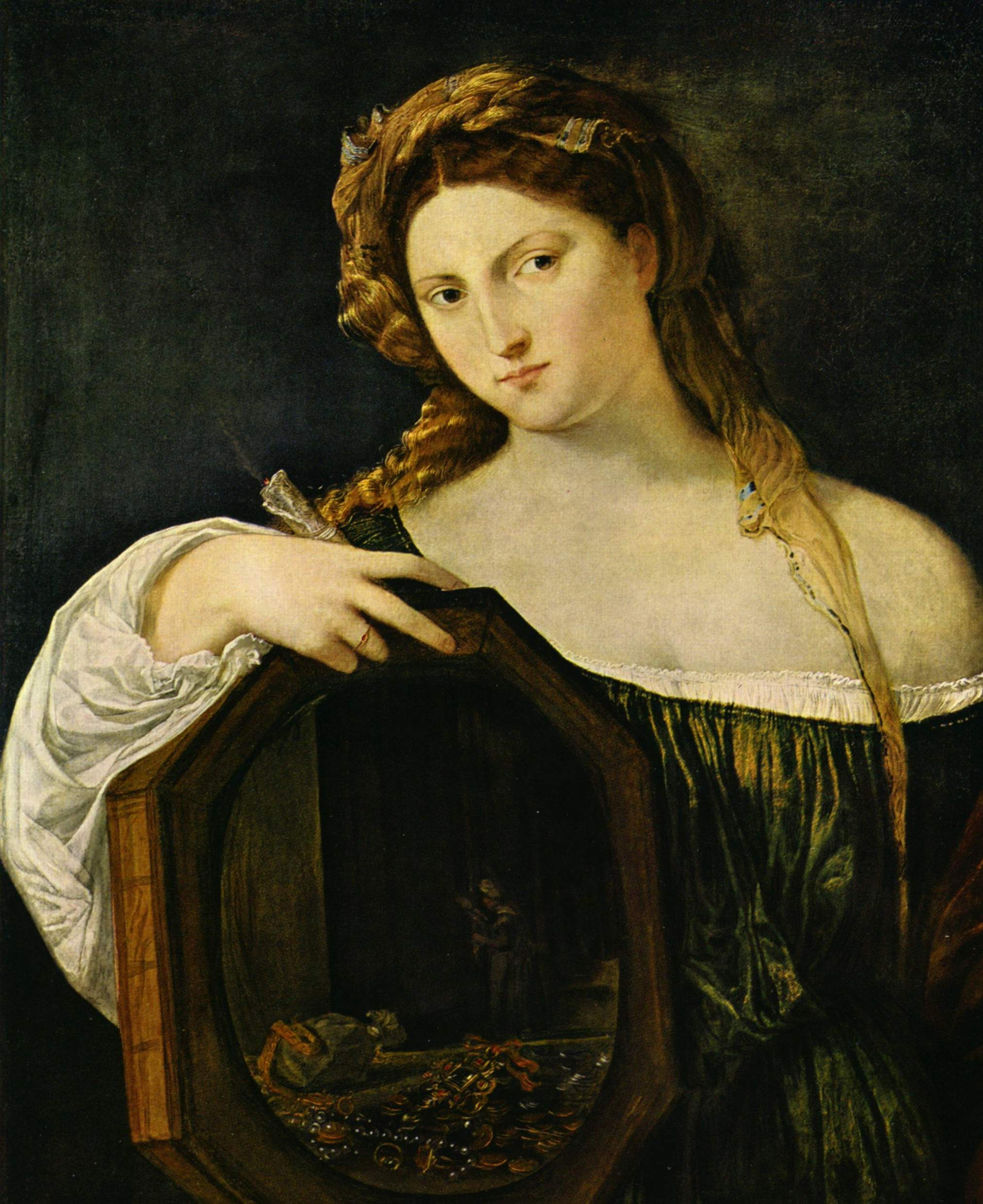
Vanità (Alte Pinakothek)